# Chão Bom
Chão Bom (crioll capverdià Txon Bon) és una vila al centre de l'illa de Santiago a l'arxipèlag de Cap Verd. Està situada a 3 kilòmetres al sud-est de Tarrafal, vora la carretera que porta a Assomada i Praia.
Al nord del llogaret es troba un tristament cèlebre camp de concentració, on s'empresonaven els enemics polítics del règim dictatorial de Salazar. Aquest lloc era conegut com a Colònia Penal de Tarrafal, i hi van ser enviats els primers presoners (157) el 29 d'octubre de 1936, on hi van morir 40 dels detinguts. El primer a morir va ser Pedro de Matos Filipe el 20 de setembre de 1937. Va ser tancat en 1954, i va ser reobert en 1961, especialment dirigit a presos polítics africans.